# Tropidophis morenoi
Espèce
Statut CITES
Tropidophis morenoi est une espèce de serpents de la famille des Tropidophiidae.

## Répartition
Cette espèce est endémique du centre-nord de Cuba.

## Description
L'holotype de Tropidophis morenoi, une femelle adulte, mesure 337 mm dont 42 mm pour la queue. C'est un serpent vivipare

## Étymologie
Son nom d'espèce lui a été donné en l'honneur de Luis V. Moreno, herpétologiste et conservateur au Department of Herpetology, Institute of Ecology and Systematics à La Havane.

## Publication originale
- Hedges, Garrido & Díaz, 2001 : A new banded snake of the genus Tropidophis (Tropidophiidae) from north-central Cuba. Journal of Herpetology, vol. 35, n. 4, p. 615-617 (texte intégral).